# Sattel
Sattel es una comuna suiza del cantón de Schwyz, localizada en el distrito de Schwyz. Limita al norte con las comunas de Unterägeri (ZG) y Oberägeri (ZG), al este con Rothenthurm, al sur con Schwyz y Steinen, y al oeste con Steinerberg.